# 133E busz (Budapest)

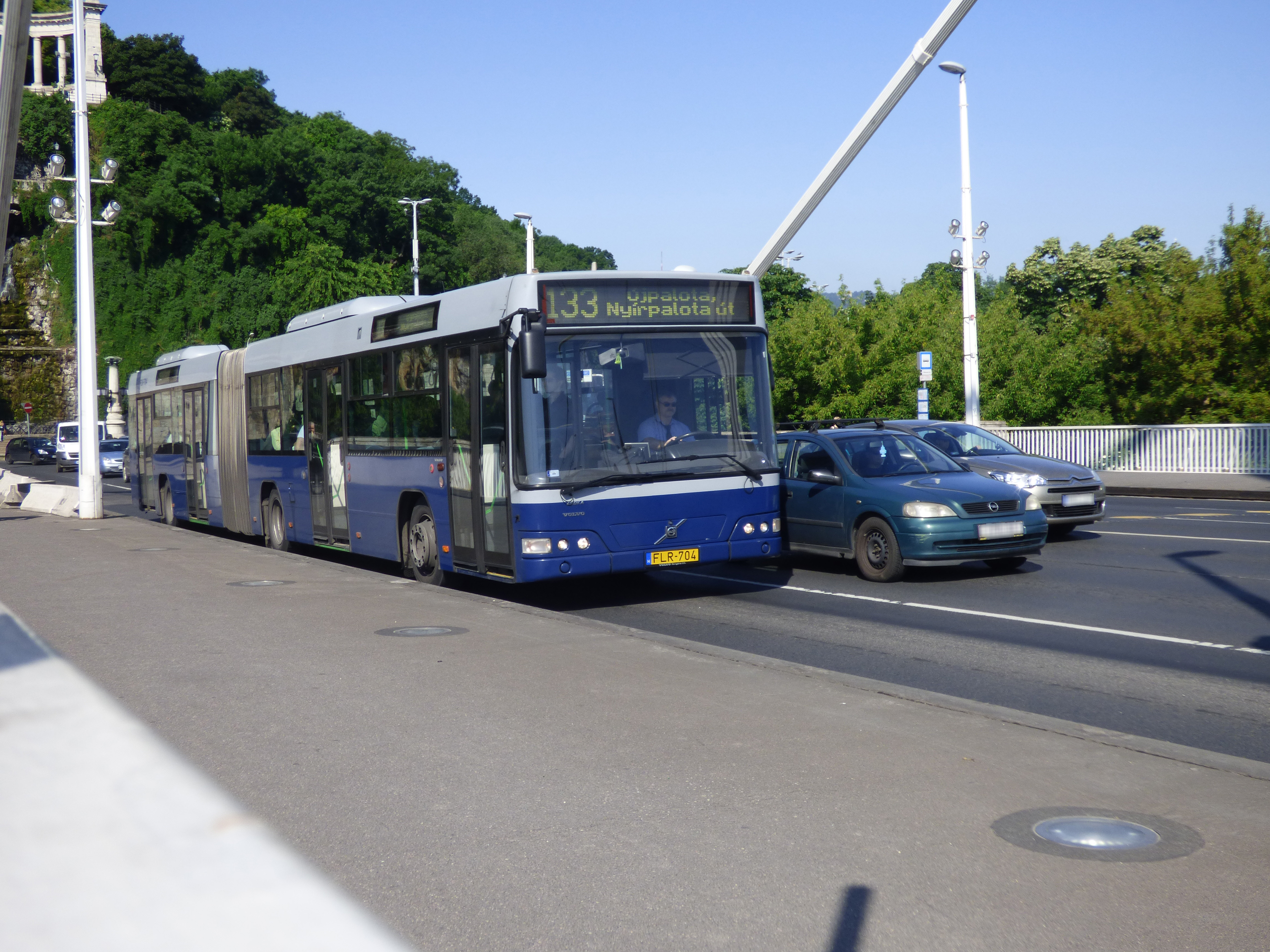
Korábban 133-as jelzéssel is közlekedett

A budapesti 133E jelzésű autóbusz Újpalota, Nyírpalota út és Nagytétény, ipartelep között közlekedik. A viszonylatot az ArrivaBus Kft. üzemelteti. A nappali járatok közül ez a leghosszabb, a főváros közigazgatási határán belül közlekedő, hurok nélküli helyi autóbuszjárat.
33-as járatcsalád
33: Móricz Zsigmond körtér M – Nagytétény-Diósd vasútállomás
33A: Móricz Zsigmond körtér M → Építész utca
133E: Újpalota, Nyírpalota út – Nagytétény, ipartelep

## Története
2008. szeptember 8-án a 3-as busz jelzése 33E-re módosult, és új megállókat kapott Budatétényben. 2013. június 1-jén átszervezték a 7-es buszcsaládot, ekkor a 133E jelzést vette fel, és a Móricz Zsigmond körtér helyett a Budafoki út – Erzsébet híd – Rákóczi út – Thököly út útvonalon – a 233E gyorsjárattal együtt – a  Bosnyák térig közlekedett. Az M4-es metró 2014-es átadásához kapcsolódóan átalakult a felszíni járatok közlekedése, ezért március 29-étől – bővebb üzemidőben – 133-as jelzéssel Újpalota, Nyírpalota út végállomásig meghosszabbítva közlekedett. A budai fonódó villamoshálózat átadásától, 2016. január 16-ától késő este és hétvégén is járt, a 86-os busz megszűnése miatt új megállót kapott a Budafoki út és a Karinthy Frigyes út kereszteződésénél. 2016. június 4-étől ismét 133E jelzéssel közlekedik, az Apolló utcánál nem áll meg, ellenben érinti a Háros utca, a Savoyai Jenő tér, az Építész utca, a Március 15. tér, az Uránia és a Miskolci utca / Csömöri út megállóhelyeket. 2022. július 16-ától hétvégente és ünnepnapokon a viszonylat budai szakaszán az autóbuszokra kizárólag az első ajtón lehet felszállni, ahol a járművezető ellenőrzi az utazási jogosultságot. 2023. február 18-án a 13-as és a 33-as buszcsalád átalakításával az útvonala a nagytétényi ipartelepig hosszabbodott.

## Útvonala
| Nagytétény, ipartelep felé |
| Újpalota, Nyírpalota út vá. – Nyírpalota út – Drégelyvár utca – felüljáró – Csömöri út – Bosnyák tér – Thököly út – Baross tér – Rákóczi út – Kossuth Lajos utca – Ferenciek tere – Szabad sajtó út – Erzsébet híd – Szent Gellért rakpart – Szent Gellért tér – Budafoki út – Hunyadi János út – Kitérő út – felüljáró – Leányka utca – Kossuth Lajos utca – Nagytétényi út – Növény utca – Nagytétényi út – felüljáró – Bányalég utca – Nagytétény, ipartelep vá. |
| Újpalota, Nyírpalota út felé |
| Nagytétény, ipartelep vá. – Bányalég utca – felüljáró – Nagytétényi út – Növény utca – Nagytétényi út – Mária Terézia utca – Leányka utca – felüljáró – Kitérő út – Hunyadi János út – Budafoki út – Szent Gellért tér – Szent Gellért rakpart – Erzsébet híd – Szabad sajtó út – Ferenciek tere – Kossuth Lajos utca – Rákóczi út – Baross tér – Thököly út – Bosnyák tér – Csömöri út – felüljáró – Drégelyvár utca – Nyírpalota út – Újpalota, Nyírpalota út vá. |

## Megállóhelyei
| 133E (Újpalota, Nyírpalota út ◄► Nagytétény, ipartelep) | 133E (Újpalota, Nyírpalota út ◄► Nagytétény, ipartelep) | 133E (Újpalota, Nyírpalota út ◄► Nagytétény, ipartelep) | 133E (Újpalota, Nyírpalota út ◄► Nagytétény, ipartelep)                                                                          | 133E (Újpalota, Nyírpalota út ◄► Nagytétény, ipartelep) | 133E (Újpalota, Nyírpalota út ◄► Nagytétény, ipartelep)    | 133E (Újpalota, Nyírpalota út ◄► Nagytétény, ipartelep) | 133E (Újpalota, Nyírpalota út ◄► Nagytétény, ipartelep) |
| Perc (↓)                                                | Perc (↓)                                                | Perc (↓)                                                | Megállóhely | Perc (↑)                                                | Perc (↑)                                                   | Átszállási kapcsolatok |                                                         |
| ------------------------------------------------------- | ------------------------------------------------------- | ------------------------------------------------------- | --- | ------------------------------------------------------- | ---------------------------------------------------------- | --- | ------------------------------------------------------- |
|                                                         | 0                                                       | 0                                                       | Újpalota, Nyírpalota út végállomás                                                                                               | 69                                                      | 39                                                         | 7, 7E, 8E, 46, 96, 108E, 130, 146, 196, 196A, 296, 296A |                                                         |
| 2                                                       | 2                                                       | Vásárcsarnok                                            | 67 | 37                                                      | 69 7, 7E, 8E, 46, 96, 108E, 130, 146, 196, 196A, 296, 296A | |                                                         |
| 3                                                       | 3                                                       | Fő tér                                                  | 66 | 36                                                      | 69 7, 7E, 8E, 46, 96, 108E, 130, 196, 196A, 296, 296A      | |                                                         |
| 6                                                       | 6                                                       | Molnár Viktor utca                                      | 64 | 34                                                      | 7, 7E, 8E, 108E, 277 S76 (Újpalota)                        | |                                                         |
| 8                                                       | 8                                                       | Miskolci utca / Csömöri út                              | 62 | 32                                                      | 7, 277 81                                                  | |                                                         |
| 0                                                       | 10                                                      | 10                                                      | Bosnyák tér vonalközi induló végállomás (↓)                                                                                      | 60                                                      | 30                                                         | 3, 62, 62A 7, 7E, 8E, 32, 108E, 110, 112, 124, 125, 277 |                                                         |
| 2                                                       | 12                                                      | 12                                                      | Tisza István tér | 58                                                      | 28                                                         | 82, 82A 7, 8E, 108E, 110, 112 |                                                         |
| 4                                                       | 14                                                      | 14                                                      | Zugló vasútállomás | 55                                                      | 25                                                         | 1, 1A 72 5, 7, 7E, 8E, 108E, 110, 112 S21 S50 G50 Z50 IC, sebesvonat, gyorsvonat                                                                                          |                                                         |
| 7                                                       | 17                                                      | 17                                                      | Reiner Frigyes park | 51                                                      | 21                                                         | 5, 7, 30, 30A, 110, 112, 230 |                                                         |
| 10                                                      | 20                                                      | 20                                                      | Keleti pályaudvar M | 49                                                      | 19                                                         | 23, 24 73, 76, 78, 79, 80 5, 7, 7E, 8E, 20E, 30, 30A, 107, 108E, 110, 112, 230 G10 S60 G60 Z60 S80 G80 IC, EC, EN, InterRégió, sebesvonat, gyorsvonat, expresszvonat, P+R |                                                         |
| 13                                                      | 23                                                      | 23                                                      | Blaha Lujza tér M | 46                                                      | 16                                                         | 4, 6, 28, 28A, 37, 37A, 62 74 5, 7, 7E, 8E, 99, 107, 108E, 110, 112, 217E                                                                                                 |                                                         |
| 15                                                      | 25                                                      | 25                                                      | Uránia | 45                                                      | 15                                                         | 74 5, 7, 8E, 107, 108E, 110, 112 |                                                         |
| 16                                                      | 26                                                      | 26                                                      | Astoria M | 44                                                      | 14                                                         | 47, 48, 49 72, 74 5, 7, 8E, 9, 107, 108E, 110, 112 |                                                         |
| 18                                                      | 28                                                      | 28                                                      | Ferenciek tere M | 42                                                      | 12                                                         | 5, 7, 8E, 15, 107, 108E, 110, 112 |                                                         |
| 18                                                      | 28                                                      | 28                                                      | Március 15. tér | 41                                                      | 11                                                         | 2, 2B, 23 5, 7, 8E, 15, 107, 108E, 110, 112 |                                                         |
| 23                                                      | 33                                                      | 33                                                      | Szent Gellért tér – Műegyetem M                                                                                                  | 37                                                      | 7                                                          | 19, 41, 47, 48, 49, 56, 56A 7, 107 |                                                         |
| 24                                                      | 34                                                      | 34                                                      | Budafoki út / Karinthy Frigyes út                                                                                                | 35                                                      | 5                                                          | 6 33, 33A, 107 |                                                         |
| 26                                                      | 36                                                      | 36                                                      | Budafoki út / Szerémi sor | 33                                                      | 3                                                          | 4 33, 33A, 107, 153, 154, 212, 212A, 212B |                                                         |
| 28                                                      | 38                                                      | 38                                                      | Budafoki út / Dombóvári út | 32                                                      | 2                                                          | 1 33, 33A, 107, 154 |                                                         |
| 29                                                      | 39                                                      | 39                                                      | Kelenföldi Erőmű vonalközi induló végállomás (↑)                                                                                 | 30                                                      | 0                                                          | 33, 33A 705 1120, 1121, 1125, 1131, 1134 |                                                         |
| 32                                                      | 42                                                      | 42                                                      | Hengermalom út vonalközi érkező végállomás (↓)                                                                                   | 28                                                      |                                                            | 33, 33A |                                                         |
|                                                         |                                                         | 45                                                      | Építész utca | 25                                                      | 33                                                         | |                                                         |
| 49                                                      | Leányka utcai lakótelep                                 | 21                                                      | 47, 56 33, 58, 114, 141, 158, 213, 214, 250, 251                                                                                 |                                                         |                                                            | |                                                         |
| 50                                                      | Savoyai Jenő tér                                        | 20                                                      | 47, 56 33, 58, 114, 141, 158, 213, 214, 250, 250B, 251, 251A, 251E                                                               |                                                         |                                                            | |                                                         |
| 51                                                      | Városház tér                                            | 19                                                      | 47, 56 33, 58, 114, 141, 158, 213, 214, 250, 250B, 251, 251A, 251E S30 G30 S34 S35 S36 S40 S42 G43 G44 (Budafok megállóhely) P+R |                                                         |                                                            | |                                                         |
| 54                                                      | Háros vasútállomás                                      | 16                                                      | 33, 114, 213, 214 S40 S42 P+R |                                                         |                                                            | |                                                         |
| 55                                                      | Háros utca                                              | 14                                                      | 33, 114, 213, 214 |                                                         |                                                            | |                                                         |
| 57                                                      | Jókai Mór utca                                          | 13                                                      | 33, 114, 138, 150, 150B, 213, 214                                                                                                |                                                         |                                                            | |                                                         |
| 59                                                      | Lépcsős utca                                            | 12                                                      | 33, 114, 138, 150, 150B, 213, 214 705 1120                                                                                       |                                                         |                                                            | |                                                         |
| 60                                                      | Budatétény vasútállomás (Növény utca)                   | 10                                                      | 13, 13A, 33, 88, 101E, 113, 113A, 114, 213, 214, 287 700 S40 S42 G43 G44 (Budatétény megállóhely)                                |                                                         |                                                            | |                                                         |
| 62                                                      | Dózsa György út                                         | 8                                                       | 33 700 |                                                         |                                                            | |                                                         |
| 63                                                      | Tenkes utca                                             | 7                                                       | 33 700 |                                                         |                                                            | |                                                         |
| 64                                                      | Bartók Béla út                                          | 6                                                       | 33 700 |                                                         |                                                            | |                                                         |
| 65                                                      | Petőfi Sándor utca (Kastélymúzeum)                      | 5                                                       | 33 700 S30 G30 S34 S35 S36 G43 (Kastélypark megállóhely)                                                                         |                                                         |                                                            | |                                                         |
| 66                                                      | Szabadság utca                                          | 4                                                       | 33 |                                                         |                                                            | |                                                         |
| 67                                                      | Angeli utca / Nagytétényi út                            | 4                                                       | 13, 33, 113, 113A 700 |                                                         |                                                            | |                                                         |
| 68                                                      | Akó utca                                                | 3                                                       | |                                                         |                                                            | |                                                         |
| 69                                                      | Nagytétény, Erdélyi utca                                | 2                                                       | 700 |                                                         |                                                            | |                                                         |
| 71                                                      | Bányalég utca                                           | 0                                                       | 700 |                                                         |                                                            | |                                                         |
| 72                                                      | Nagytétény, ipartelep végállomás                        | 0                                                       | 700 |                                                         |                                                            | |                                                         |